# مارشترنک
شهر مارشترنک (به آلمانی: Marchtrenk) در استان اوبراسترایش با جمعیت ۱۱٬۷۴۳ نفر در کشور اتریش واقع شده‌است.